# Elmenhorst (Poméranie-Occidentale)
Pour les articles homonymes, voir Elmenhorst.
Elmenhorst  est une municipalité allemande du land de Mecklembourg-Poméranie-Occidentale et l'arrondissement de Poméranie-Occidentale-Rügen.